# Olympische Sommerspiele 1984/Teilnehmer (Thailand)
| Gelbes Symbol für Goldmedaillen mit stilisierten Olympischen Ringen | Graues Symbol für Silbermedaillen mit stilisierten Olympischen Ringen | Braundes Symbol für Bronzemedaillen mit stilisierten Olympischen Ringen |
| ------------------------------------------------------------------- | --------------------------------------------------------------------- | ----------------------------------------------------------------------- |
| —                                                                   | 1                                                                     | —                                                                       |

Thailand nahm an den Olympischen Sommerspielen 1984 in Los Angeles, USA, mit einer Delegation von 35 Sportlern (25 Männer und zehn Frauen) teil.

## Medaillengewinner

### Silber
| Name(n)          | Sportart | Wettkampf         |
| ---------------- | -------- | ----------------- |
| Dhawee Umponmaha | Boxen    | Halbweltergewicht |

## Teilnehmer nach Sportarten

### Bogenschießen
- Amphol Amalekajorn
Einzel: 46. Platz

- Wachera Piyapattra
Einzel: 50. Platz

### Boxen
- Sanpol Sang-Ano
Halbfliegengewicht: 17. Platz

- Teraporn Sang-Ho
Fliegengewicht: 17. Platz

- Wanchai Pongsri
Bantamgewicht: 17. Platz

- Buala Sakul
Leichtgewicht: 17. Platz

- Dhawee Umponmaha
Halbweltergewicht: Silber

### Leichtathletik
- Sumet Promna
100 Meter: Viertelfinale
200 Meter: Vorläufe
4 × 100 Meter: Halbfinale

- Vichan Choocherd
4 × 100 Meter: Halbfinale

- Rangsam Inthachai
4 × 100 Meter: Halbfinale

- Prasit Boonprasert
4 × 100 Meter: Halbfinale

- Walapa Tangjitnusorn
Frauen, 100 Meter: Vorläufe
Frauen, 4 × 100 Meter: Vorläufe

- Reawadee Srithoa
Frauen, 400 Meter: Vorläufe

- Ratjai Sripet
Frauen, 4 × 100 Meter: Vorläufe

- Jaree Patarach
Frauen, 4 × 100 Meter: Vorläufe

- Wassana Panyapuek
Frauen, 4 × 100 Meter: Vorläufe

- Sarinee Phenglaor
Frauen, Weitsprung: 22. Platz in der Qualifikation

### Schießen
- Opas Ruengpanyawoodhi
Schnellfeuerpistole: 13. Platz

- Peera Piromratna
Schnellfeuerpistole: 40. Platz

- Somchai Thongsak
Freie Scheibenpistole: 31. Platz

- Nirundon Lepananon
Freie Scheibenpistole: 54. Platz

- Manop Leeprasansakul
Luftpistole: 43. Platz
Kleinkaliber, Dreistellungskampf: 44. Platz

- Tanin Thaisinlp
Luftpistole: 47. Platz
Kleinkaliber, liegend: 55. Platz

- Chakrapan Thianthong
Kleinkaliber, Dreistellungskampf: 41. Platz

- Udomsak Thianthong
Kleinkaliber, liegend: 30. Platz

- Rangsit Yanothai
Laufendes Ziel: MNK

- Dumrong Pachonyut
Trap: 45. Platz

- Vudtha Bherombhadi
Trap: 64. Platz

- Somchai Chanthavanij
Skeet: 58. Platz

- Pichit Burapavong
Skeet: 68. Platz

- Angsuman Jotikasthira
Frauen, Sportpistole: 19. Platz

- Siriwan Bhudvanbhen
Frauen, Luftgewehr: 31. Platz

- Kanokwan Krittakom
Frauen, Luftgewehr: 33. Platz

- Thiranun Jinda
Frauen, Kleinkaliber, Dreistellungskampf: 20. Platz

### Segeln
- Saard Panyawan
Windsurfen: 23. Platz